# Соболево (Калінінградська область)
Соболево (рос. Соболево) — селище Черняховського району, Калінінградської області Росії. Входить до складу Каменського сільського поселення.
Населення —  14 осіб (2015 рік). 

## Населення
| 2002 | 2010 |
| ---- | ---- |
| 15   | ↘14  |